# Pilea distantifolia
Pilea distantifolia är en nässelväxtart som beskrevs av Ignatz Urban. Pilea distantifolia ingår i släktet pileor, och familjen nässelväxter. Inga underarter finns listade i Catalogue of Life.